# Ministri degli affari esteri della Slovacchia
Il presente elenco raccoglie tutti i nomi dei titolari del Ministero degli affari esteri della Slovacchia, dalla nascita della Repubblica parlamentare nel 1990. 

## Lista
| Repubblica Slovacca (1990-1992) | Repubblica Slovacca (1990-1992)  | Repubblica Slovacca (1990-1992) | Repubblica Slovacca (1990-1992)   | Repubblica Slovacca (1990-1992)                              | Repubblica Slovacca (1990-1992)  | Repubblica Slovacca (1990-1992) | Repubblica Slovacca (1990-1992) |
| Nr                              | Ritratto                         | Ministro                        | Mandato                           | Partito                                                      | Governo                          | Presidente                      | Ritratto                        |
| ------------------------------- | -------------------------------- | ------------------------------- | --------------------------------- | ------------------------------------------------------------ | -------------------------------- | ------------------------------- | ------------------------------- |
| 1                               |                                  | Milan Kňažko                    | 6 settembre 1990 - 22 aprile 1991 | VPN                                                          | Vladimír Mečiar                  | Carica non istituita            |                                 |
| 2                               |                                  | Ján Čarnogurský                 | 22 aprile 1991 - 6 maggio 1991    | KDH                                                          | Vladimír Mečiar                  | Carica non istituita            |                                 |
| 3                               |                                  | Pavol Demeš                     | 6 maggio 1991 - 24 giugno 1992    | Indipendente                                                 | Ján Čarnogurský                  | Carica non istituita            |                                 |
| 4                               |                                  | Milan Kňažko                    | 24 giugno 1992 - 31 dicembre 1992 | ĽS-HZDS                                                      | Vladimír Mečiar                  | Carica non istituita            |                                 |
| Slovacchia (1993)               |                                  |                                 |                                   |                                                              |                                  |                                 |                                 |
| Nr                              | Ritratto                         | Ministro                        | Mandato                           | Partito                                                      | Governo                          | Presidente                      | Ritratto                        |
| 5                               |                                  | Milan Kňažko                    | 1º gennaio 1993 - 2 marzo 1993    | ĽS-HZDS                                                      | Vladimír Mečiar                  | Vladimír Mečiar (ad interim)    |                                 |
| 5                               | 2 marzo 1993 - 19 marzo 1993     | Milan Kňažko                    | Michal Kováč                      | ĽS-HZDS                                                      | Vladimír Mečiar                  |                                 |                                 |
| 6                               |                                  | Jozef Moravčík                  | Michal Kováč                      | ĽS-HZDS                                                      | Vladimír Mečiar                  | 19 marzo 1993 - 15 marzo 1994   |                                 |
| 7                               |                                  | Eduard Kukan                    | Michal Kováč                      | 15 marzo 1994 - 13 dicembre 1994                             | DÚ                               | Jozef Moravčík                  |                                 |
| 8                               |                                  | Juraj Schenk                    | Michal Kováč                      | 13 dicembre 1994 - 27 agosto 1996                            | ĽS-HZDS                          | Vladimír Mečiar                 |                                 |
| 9                               |                                  | Pavol Hamžík                    | Michal Kováč                      | 27 agosto 1996 - 11 giugno 1997                              | ĽS-HZDS                          | Vladimír Mečiar                 |                                 |
| 10                              |                                  | Zdenka Kramplová                | Michal Kováč                      | 11 giugno 1997 - 2 marzo 1998                                | ĽS-HZDS                          | Vladimír Mečiar                 |                                 |
| 10                              | 2 marzo 1998 - 6 ottobre 1998    | Zdenka Kramplová                | Presidente provvisorio            | Vladimír Mečiar Ivan Gašparovič Mikuláš Dzurinda Jozef Migaš | ĽS-HZDS                          | Vladimír Mečiar                 |                                 |
| 11                              |                                  | Jozef Kalman                    | Presidente provvisorio            | Vladimír Mečiar Ivan Gašparovič Mikuláš Dzurinda Jozef Migaš | 6 ottobre 1998 - 30 ottobre 1998 | Vladimír Mečiar                 | ZRS                             |
| 12                              |                                  | Eduard Kukan                    | Presidente provvisorio            | Vladimír Mečiar Ivan Gašparovič Mikuláš Dzurinda Jozef Migaš | 30 ottobre 1998 - 15 giugno 1999 | SDK                             | Mikuláš Dzurinda                |
| 12                              | 15 giugno 1999 - 15 ottobre 2002 | Eduard Kukan                    | Rudolf Schuster                   |                                                              |                                  | SDK                             | Mikuláš Dzurinda                |
| 12                              | 15 ottobre 2002 - 15 giugno 2004 | Eduard Kukan                    | Rudolf Schuster                   | SDKÚ-DS                                                      |                                  |                                 | Mikuláš Dzurinda                |
| 12                              | 15 giugno 2004 - 4 luglio 2006   | Eduard Kukan                    | Ivan Gašparovič                   | SDKÚ-DS                                                      |                                  |                                 | Mikuláš Dzurinda                |
| 13                              |                                  | Ján Kubiš                       | Ivan Gašparovič                   | 4 luglio 2006 - 26 gennaio 2009                              | SMER-SD                          | Robert Fico                     |                                 |
| 14                              |                                  | Miroslav Lajčák                 | Ivan Gašparovič                   | 26 gennaio 2009 - 8 luglio 2010                              | SMER-SD                          | Robert Fico                     |                                 |
| 15                              |                                  | Mikuláš Dzurinda                | Ivan Gašparovič                   | 8 luglio 2010 - 4 aprile 2012                                | SDKÚ-DS                          | Iveta Radičová                  |                                 |
| 16                              |                                  | Miroslav Lajčák                 | Ivan Gašparovič                   | 4 aprile 2012 - 15 giugno 2014                               | SMER-SD                          | Robert Fico                     |                                 |
| 16                              | 15 giugno 2014 - 22 marzo 2018   | Miroslav Lajčák                 | Andrej Kiska                      |                                                              | SMER-SD                          | Robert Fico                     |                                 |
| 16                              | 22 marzo 2018 - 15 giugno 2019   | Miroslav Lajčák                 | Andrej Kiska                      | Peter Pellegrini                                             | SMER-SD                          |                                 |                                 |
| 16                              | 15 giugno 2019 - 21 marzo 2020   | Miroslav Lajčák                 | Zuzana Čaputová                   | Peter Pellegrini                                             | SMER-SD                          |                                 |                                 |
| 17                              |                                  | Richard Sulík                   | Zuzana Čaputová                   | 21 marzo 2020 - 8 aprile 2020                                | SaS                              | Igor Matovič                    |                                 |
| 18                              |                                  | Ivan Korčok                     | Zuzana Čaputová                   | 8 aprile 2020 - 1º aprile 2021                               | SaS                              | Igor Matovič                    |                                 |
| 18                              | 1º aprile 2021 - in carica       | Ivan Korčok                     | Zuzana Čaputová                   | Eduard Heger                                                 | SaS                              |                                 |                                 |